# Mosteiro de Santa Maria de Oia
O mosteiro de Santa Maria de Oia é um mosteiro medieval pertencente à ordem de Cister e de longa história (1137 a 1835), na qual foi a comunidade monástica de maior importância socioeconômica da Diocese de Tui.
Em nossos dias a igreja monacal é a igreja paroquial de Santa María de Oia, pertencendo o restante de construções monásticas conservadas a uma empresa privada.

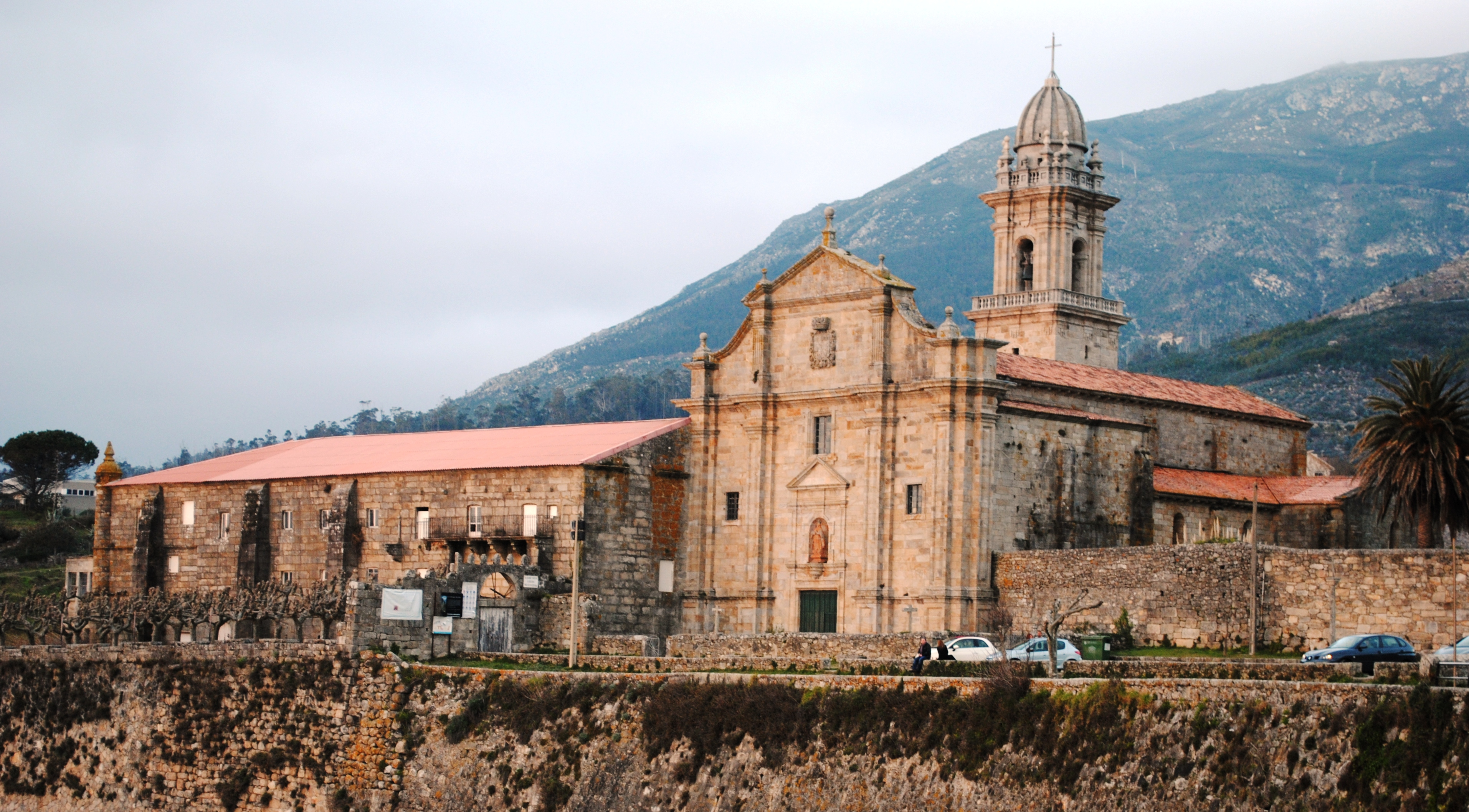
Fachada da igreja e o mosteiro

## Situação

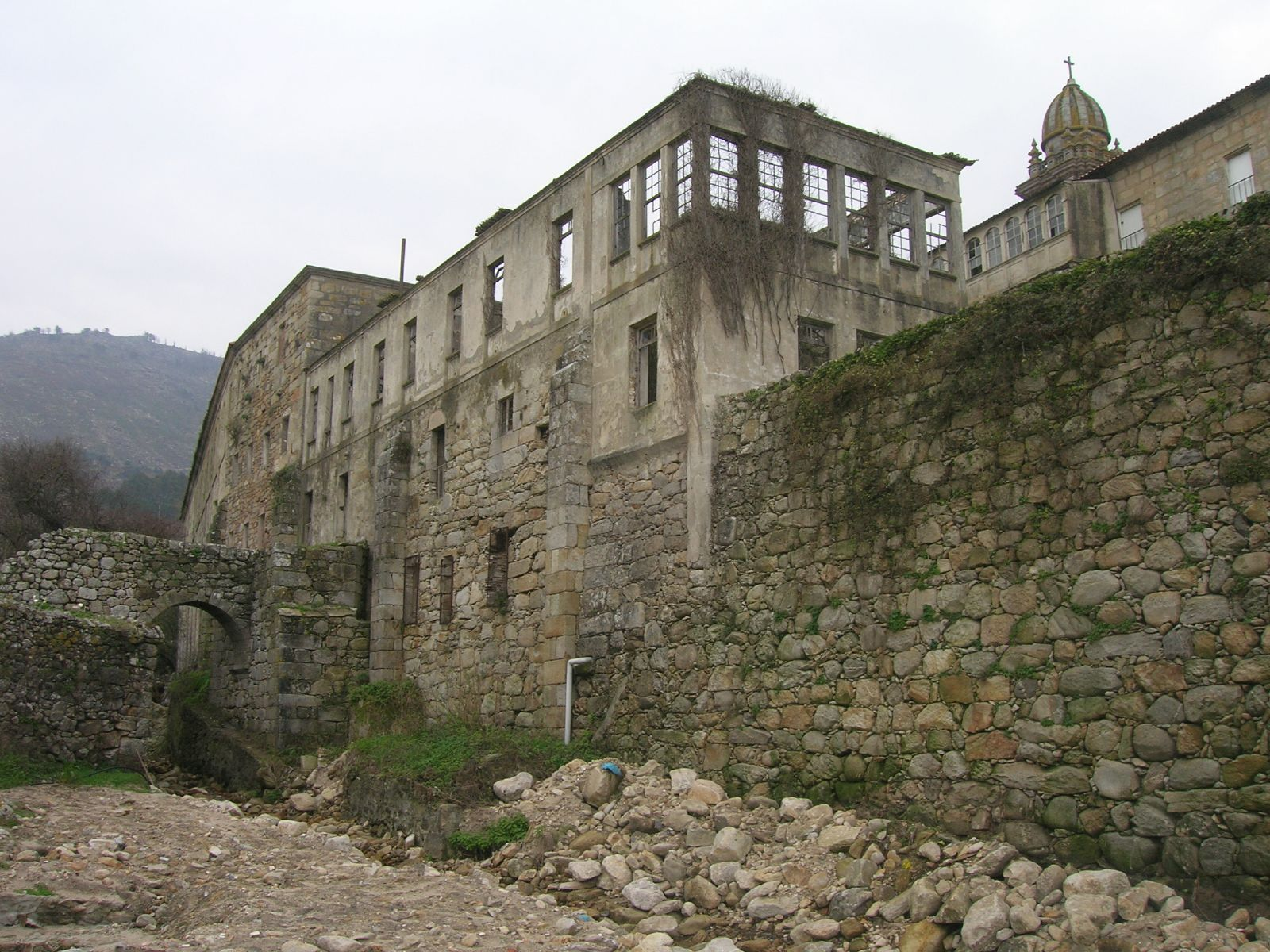
Alçado Norte das dependências monacais

Situa-se em Santa María de Oia, a capital do concelho, à beira mar, na estreita língua de terra chã que deixa o maciço da Groba e forma a costa neste lugar, concelho da província de Pontevedra, na Galiza (Espanha).

## História

### Fundação
Alguns autores já falam da sua existência na época  de S. Martinho de Dume no século VI; outros atribuem a sua fundação a são Frutuoso de Braga um século mais tarde.
Porém, a falha de documentos que sejam concluentes devemos situar-nos no século XII para encontrar referências a uma comunidade monástica no lugar. Esta comunidade pertencente à Ordem de São Bento deveu ser fruto da fusão de três comunidades já existentes na comarca: Oia, outra de São Cosme e São Damião situada por cima da vila de Erizana e uma terceira em San Mamede de Loureza.
Deste jeito, seguindo a Manrique, pode-se situar a fundação do mosteiro  em 1137, incorporando-se à Ordem de Cister  em 1185.

### Doações reais

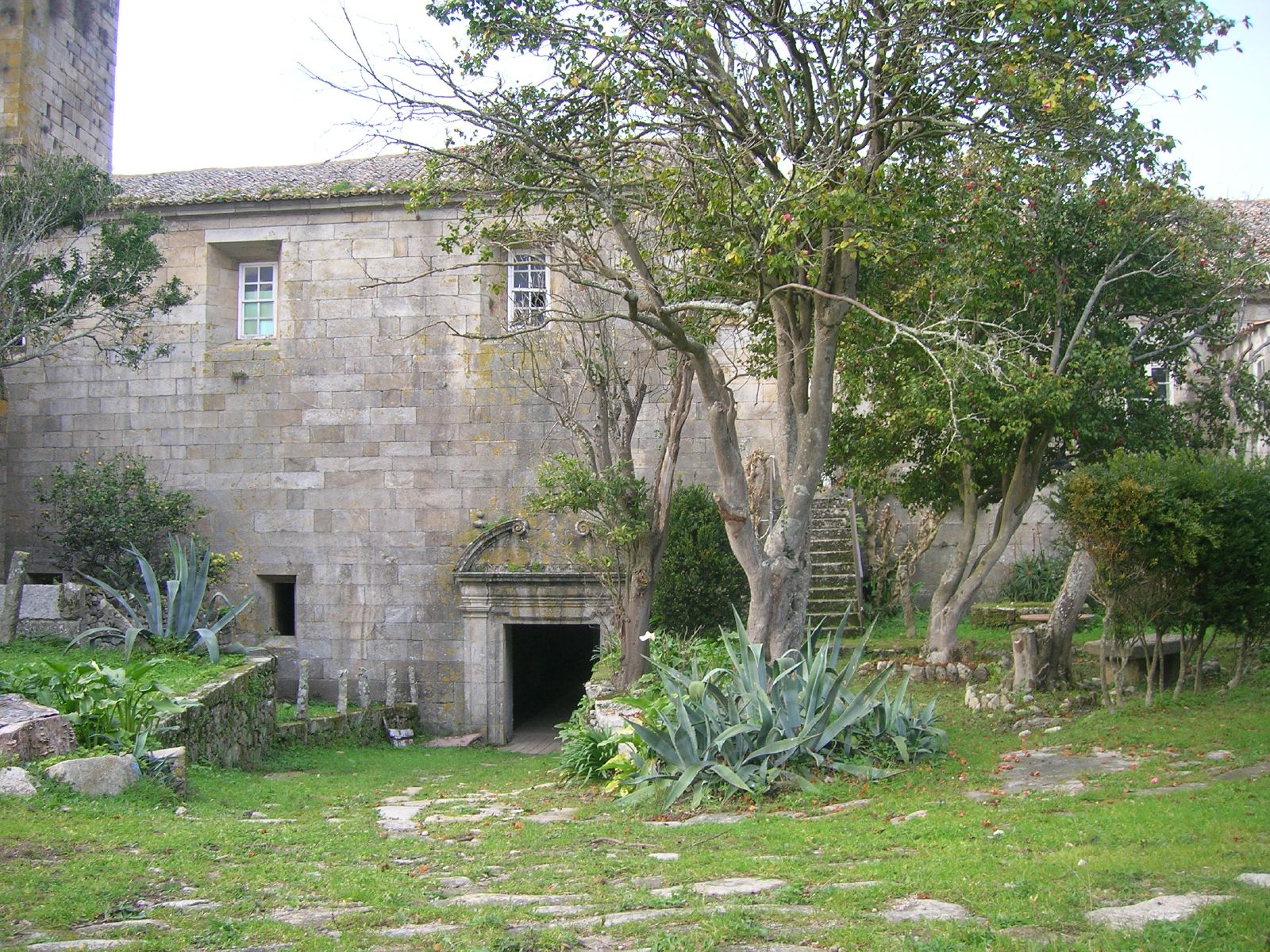
Extremo Sul do mosteiro com a portada barroca meridional de acesso

A 26 de Junho de 1137 o imperador Afonso VII, na cidade de Tui concedeu-lhe grandes favores, ampliados anos depois, a 23 de Abril de 1149 a propriedade de toda a paróquia.
Deste jeito a comunidade encontrou-se com um grande poderio económico que começou de seguida a ampliar, chegando os seus domínios às mesmas portas de Lisboa em pouco tempo.
Em 1159, o rei Fernando II assinou, a 16 de Maio, em Tui, novos privilégios a favor da comunidade. A esta continuaram novas doações de Afonso IX nos anos 1201 e 1228, ano este em que estando em Ponte Sampaio doou a ilha de São Martinho ao mestre Pedro, estabelecendo que à sua morte a ilha passasse a depender do mosteiro.
As doações reais continuaram: Sancho IV o Bravo, na vila de Pontevedra a 25 de Agosto de 1286, concedeu ao mosteiro vinte pescadores para que povoassem o couto do mosteiro. Este real privilégio foi confirmado por Henrique III nas cortes de Burgos a 20 de Fevereiro de 1392.
No século XIV suas propriedades em Portugal foram arrebatadas pelo rei Dom Dinis.

### Incorporação à Congregação de Castela
No século XV a inobservância das réguas monacais nas comunidades religiosas da Península Ibérica era um mal generalizado, ao qual unia o abuso da figura dos abades comendatários. Ante esta situação os Reis Católicos promoveram uma total reforma que levou a cabo Frei Martim de Vargas, através da Congregação de Castela. Os cenóbios galegos foram incorporando-se gradualmente à reforma, fazendo-o o Mosteiro de Oia  em 1547.
O abade desse momento Gregorio Nieto e o prior Juan Rois o ter notícias da chegada dos monges reformadores fugiram para Portugal "levando todo o pan e o viño do mosteiro e 100 cabezas de gando vacún, ademais de dúas cruces de prata, unha custodia dourada e un cáliz".
Chegou o reformador Frei Ignacio de Collantes e, acompanhado pelos abades de Meira e Sobrado, pronunciam sentença em capítulo contra o abade fugitivo privando-o do seu cargo, O abade instalou-se na Granja de Silva, pertencente ao mosteiro. Logo de um tempo acudiu a Roma a demandar seu cargo, e após  recuperá-lo, faleceu de jeito repentino na viagem de vola a Espanha.
Após a exclaustração,  em 1838 o bispo Francisco García Casasrrubias y Melgar fez as licenças necessárias para tornar a igreja monacal em paróquia anexa a Pedornes, e o mesmo bispo declarou a paróquia de Santa María de Oia totalmente independente da de Pedornes a 25 de Janeiro de 1841.

### A Virgem do Mar
Conta a tradição que  em 1581 uns camponeses encontraram numa falésia no lugar conhecido como A Orelhuda uma imagem da virgem atada a uma cadeia que no seu extremo estava enganchada ao colar de um lebréu.
A imagem foi levada e venerada no mosteiro mas, pouco tempo depois, o General de Congregação de Castela decidir levá-la para o atual convento de religiosas cistercienses de Jesus de Salamanca. Para a comunidade de Oia fez-se uma reprodução que atualmente segue a render culto como Nossa Senhora do Mar ou Nossa Senhora do Desterro e situa-se no centro do retábulo do altar-mor.

## Poder econômico e jurisdicional
Da cria de cavalos por parte da comunidade do mosteiro conservam-se testemunhas documentais dos cavalos e éguas que o mosteiro tinha nos seus montes já desde o século XIII, documentação que continua testemunhando a atividade e o valor econômico desta até o desaparecimento da comunidade com a desamortização de Mendizábal.

## Descrição

### A Igreja

#### Interior
A igreja tem planta de cruz latina, composto o braço principal por três naves curtas de quatro trechos, com um marcado cruzeiro, com uns braços de dois trechos e a cabeceira composta de cinco capelas retangulares e escalonadas.
O interior caracteriza-se pela simplicidade própria do ideário arquitetônico da Ordem de Cister.
A nave central é de maiores dimensões que as laterais e cobre-se com abóbada de canhão apontado, que se apóia em arcos simples e de aristas vivas sobre mísulas prismáticas escalonadas. Os pilares compostos em forma de T são de grande grosso e apóiam-se em simples embasamentos.
As naves laterais cobrem-se também com abóbadas de canhão apontado, mas perpendicular a abóbada da nave central. Assim, os quatro trechos das naves laterais comunicam-se entre elas por meio de arcos apontados simples.
Tanto a nave central como a Norte (que da para o claustro) não têm iluminação lateral. Na nave Sul abrem-se vãos simples, dos quais se conservam dois, com duplo derrame e terminados em arco de volta perfeita apoiado diretamente nas jambas.

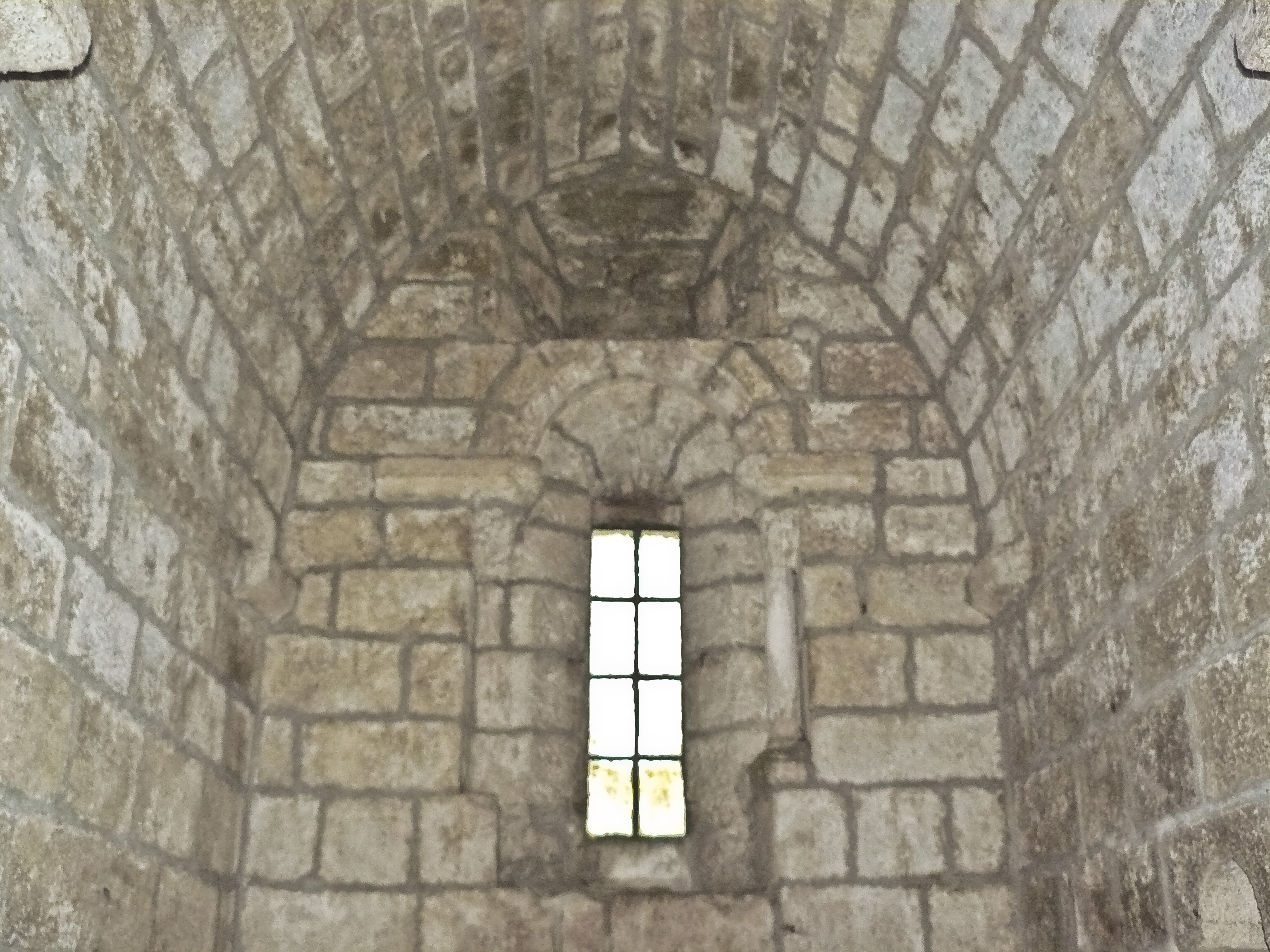
Interior de uma das capelas laterais da testeira

Aos pés da igreja o coro alto datado no último terço do século XVI sustentado por abóbadas enervadas.
No muro lateral Norte abrem-se duas portas, uma no primeiro trecho que comunica com o claustro e data do século XVI, e a segunda mais antiga situa-se no último trecho e em nossos dias encontra-se taipada. Era a chamada "porta dos conversos".
Os braços do cruzeiro também se cobrem com abóbada de canhão apontado. Estas são mais altas do que as abóbadas das naves laterais. No braço setentrional do transepto abrem-se três portas: a mais antiga encontra-se taipada. Das outras duas a inferior comunica com a sacristia e a superior comunica com a galeria alta do claustro processional.
Como o restante do templo, as 5 capelas da testeira cobrem-se com abóbadas de canhão apontado. Os arcos triunfais são simples apoiados em pilastras acaroadas destacando em tamanho o central sobre os intermédios e estes sobre os laterais.

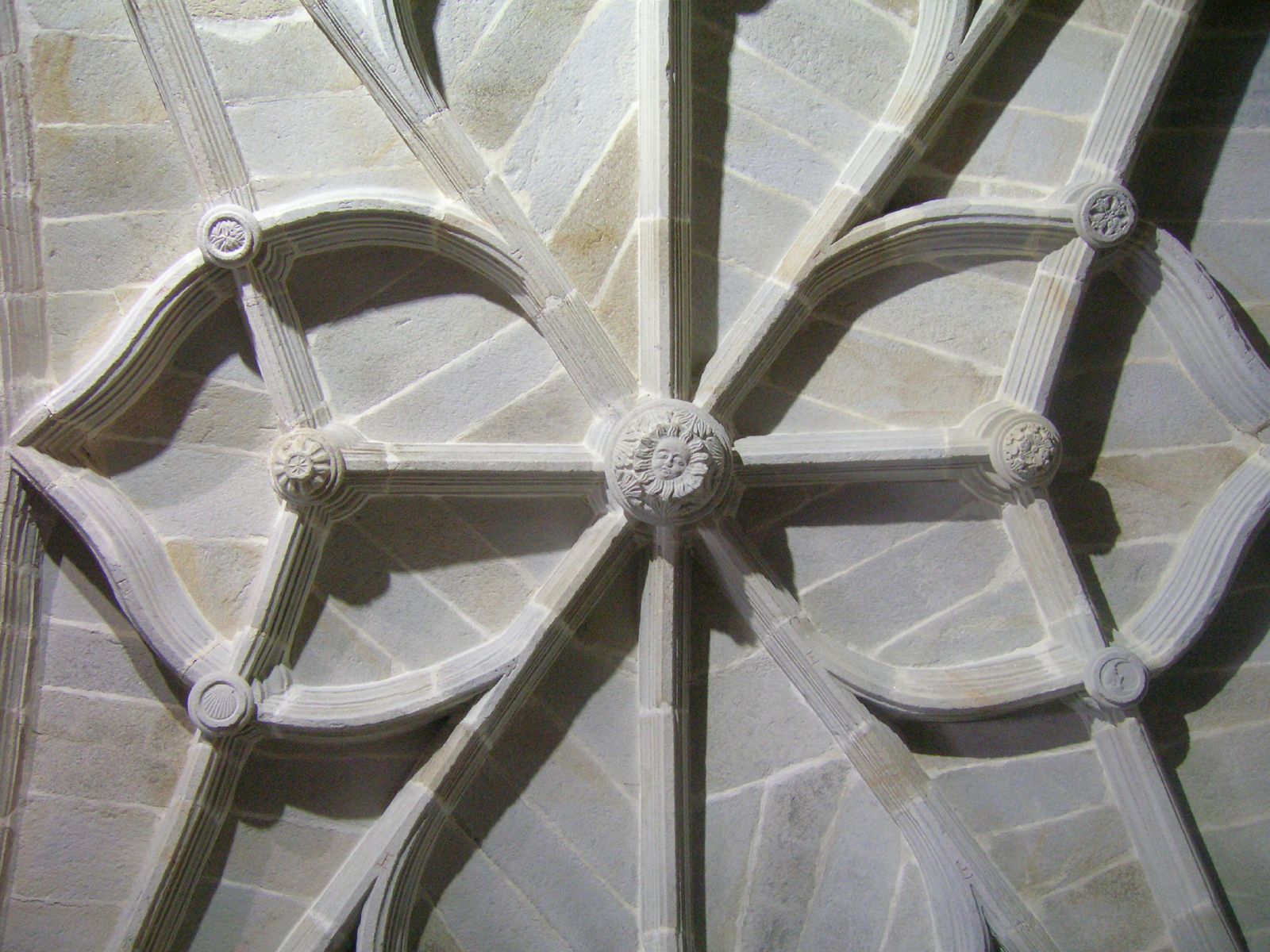
Detalhe de uma abóbada

Acima do arco triunfal abrem-se três janelas, de maior tamanho a central. A superfície decora-se com pinturas representado os emblemas das ordens militares e imagens com a lenda de Afonso VII e Sancho O Desejado com a seguinte inscrição 
| “ | El Emperador Don Alfonso, rey de España y Fundador de este Monasterio. Y don Sancho el Deseado, Fundador de Calatrava y bienhechor de esta casa | ” |

A capela-mor desenvolve-se em dois trechos. A parede testeira cobre-se com um retábulo datado aproximadamente  em 1600. No muro abriam-se três vãos de igual altura e sobre eles uma grande rosácea, taipada na atualidade.
As capelas laterais têm todas um mesmo desenho com um muro meridional, uma credência e uma janela na testeira com derrame interno. Compõem-se de uma arquivolta de meio ponto apoiada em colunas acaroadas, de fustes monolíticos lisos sobre bases áticas e com capitéis com motivos majoritariamente vegetais, e entre eles um muito deteriorado representando um quadrúpede.

#### Exterior

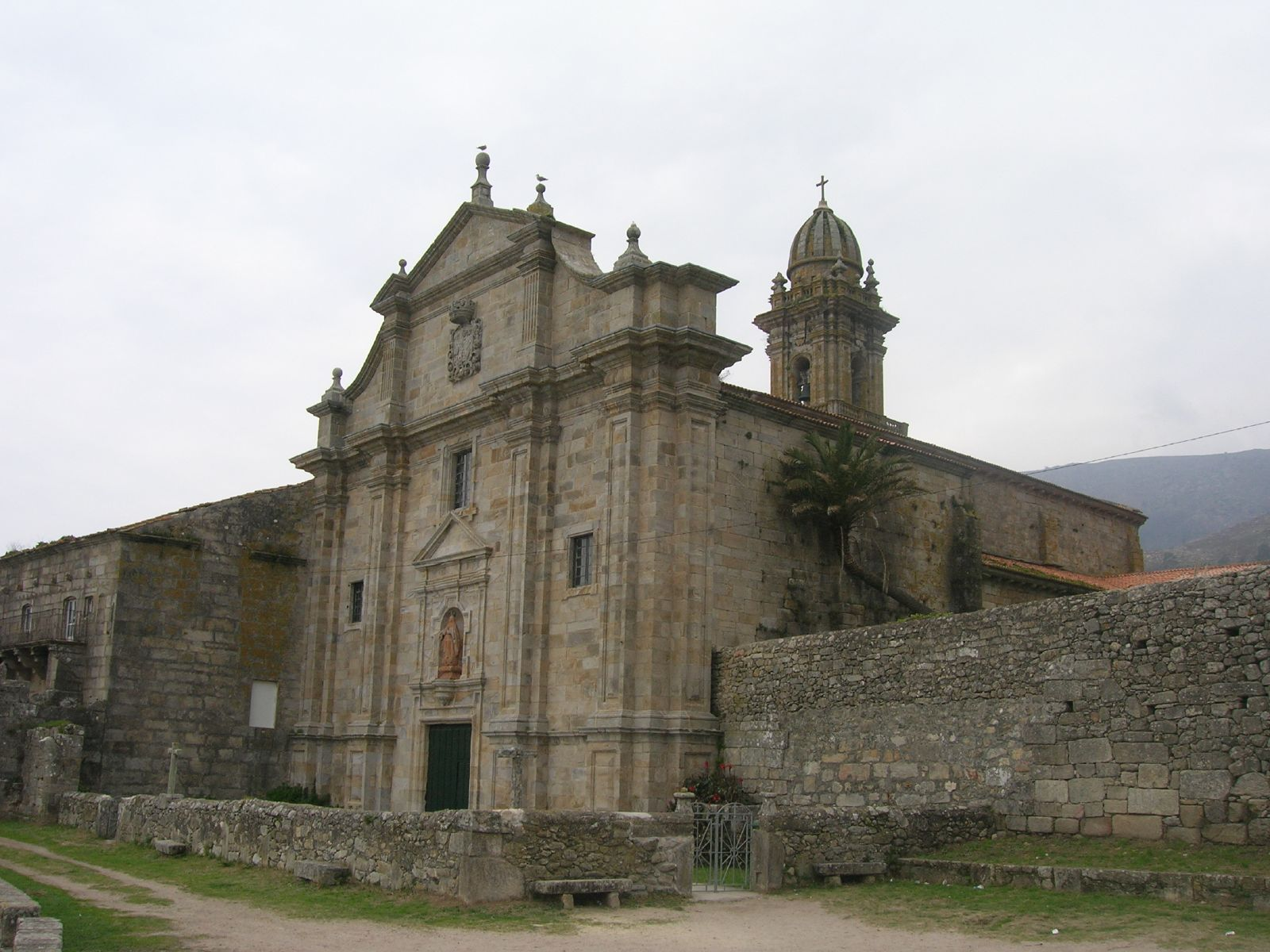
Fachada barroca do templo

A fábrica é de aparelho de perpianho granítico disposto com certa regularidade. A austeridade decorativa do interior volta a manifestar-se no exterior.
O conjunto destaca-se pela acusada horizontalidade do desenho, em grande medida à falta de um cruzeiro destacado que lhe da uma continuidade visual à nave central, da qual semelha ser parte.
A testeira enquadra-se entre contrafortes prismáticos e é o resultado de importantes modificações, nomeadamente as levadas a cabo no século XVIII. Conservam-se escassos vestígios de uma pequena sacristia de planta retangular. Das três janelas com as que contava apenas conserva a central, e da antiga rosácea conserva o círculo sem a traçaria, e atualmente está taipado.
As capelas laterais cobrem-se com um telhado comum a uma vertente. Apresentam simples seteiras terminadas em arco de volta perfeita. A nave principal cobre-se com um telhado a duas águas e os dois muros dividem-se em trechos por contrafortes prismáticos de pouco ressalte.
A nave meridional foi muito alterada pela construção do coro alto e a da atual fachada conservando só dois trechos da fábrica original.
A fachada principal terminou-se  em 1740 e substituiu a anterior fachada medieval que seguiria as pautas da arquitetura cisterciense.